# Liste der höchsten Rathäuser in Deutschland
Die Liste der höchsten Rathäuser in Deutschland beinhaltet die Gesamthöhe des Gebäudes, welche bei manchen Rathäusern durch die Höhe des Daches, bei anderen durch die Turmspitze eines in das Gebäude integrierten Turmes definiert ist. Die Liste umfasst Rathäuser ab 75 m Höhe.
| Bauwerk                | Stadt          | Bundesland          | Höhe    | Fertigstellung | Lage | Quelle |
| ---------------------- | -------------- | ------------------- | ------- | -------------- | ---- | ------ |
| Neues Rathaus          | Leipzig        | Sachsen             | 114,7 m | 1905           | ⊙    |        |
| Hamburger Rathaus      | Hamburg        | Hamburg             | 112 m   | 1897           | ⊙    |        |
| Rathaus Essen          | Essen          | Nordrhein-Westfalen | 106 m   | 1979           | ⊙    |        |
| Kieler Rathaus         | Kiel           | Schleswig-Holstein  | 106 m   | 1911           | ⊙    |        |
| Neues Rathaus          | Dresden        | Sachsen             | 100 m   | 1912           | ⊙    |        |
| Neues Rathaus          | Hannover       | Niedersachsen       | 97,7 m  | 1913           | ⊙    |        |
| Rathaus Charlottenburg | Berlin         | Berlin              | 89 m    | 1899           | ⊙    |        |
| Rathaus Kaiserslautern | Kaiserslautern | Rheinland-Pfalz     | 84 m    | 1968           | ⊙    |        |
| Neues Rathaus          | München        | Bayern              | 80 m    | 1909           | ⊙    |        |
| Rathaus Elberfeld      | Wuppertal      | Nordrhein-Westfalen | 79 m    | 1900           | ⊙    |        |
| Rathaus Spandau        | Berlin         | Berlin              | 77 m    | 1913           | ⊙    |        |